# Aspidiphorus minimus
Aspidiphorus minimus es una especie de coleóptero de la familia Sphindidae.

## Distribución geográfica
Habita en Camerún.